# Ashwell (Rutland)
Pour les articles homonymes, voir Ashwell.
Ashwell est un village et un civil parish du comté de Rutland, en Angleterre. La prison d'Ashwell se situe à 3 kilomètres au sud du village.